# Rosa langyashanica
Rosa langyashanica là loài thực vật có hoa trong họ Hoa hồng. Loài này được D.C. Zhang & J.Z. Shao miêu tả khoa học đầu tiên năm 1997.